# Chiesa di San Michele Arcangelo (Santarcangelo di Romagna)
La chiesa di San Michele Arcangelo, anche nota come chiesa collegiata di Santarcangelo, è la parrocchiale di Santarcangelo di Romagna, in provincia di Rimini. Appartiene al vicariato di Savignano-Santarcangelo della diocesi di Rimini e risale al XVIII secolo.
La chiesa include una cappella trecentesca affrescata, la cappella del Beato Simone, nel lato sinistro vicino all'altare.

## Storia

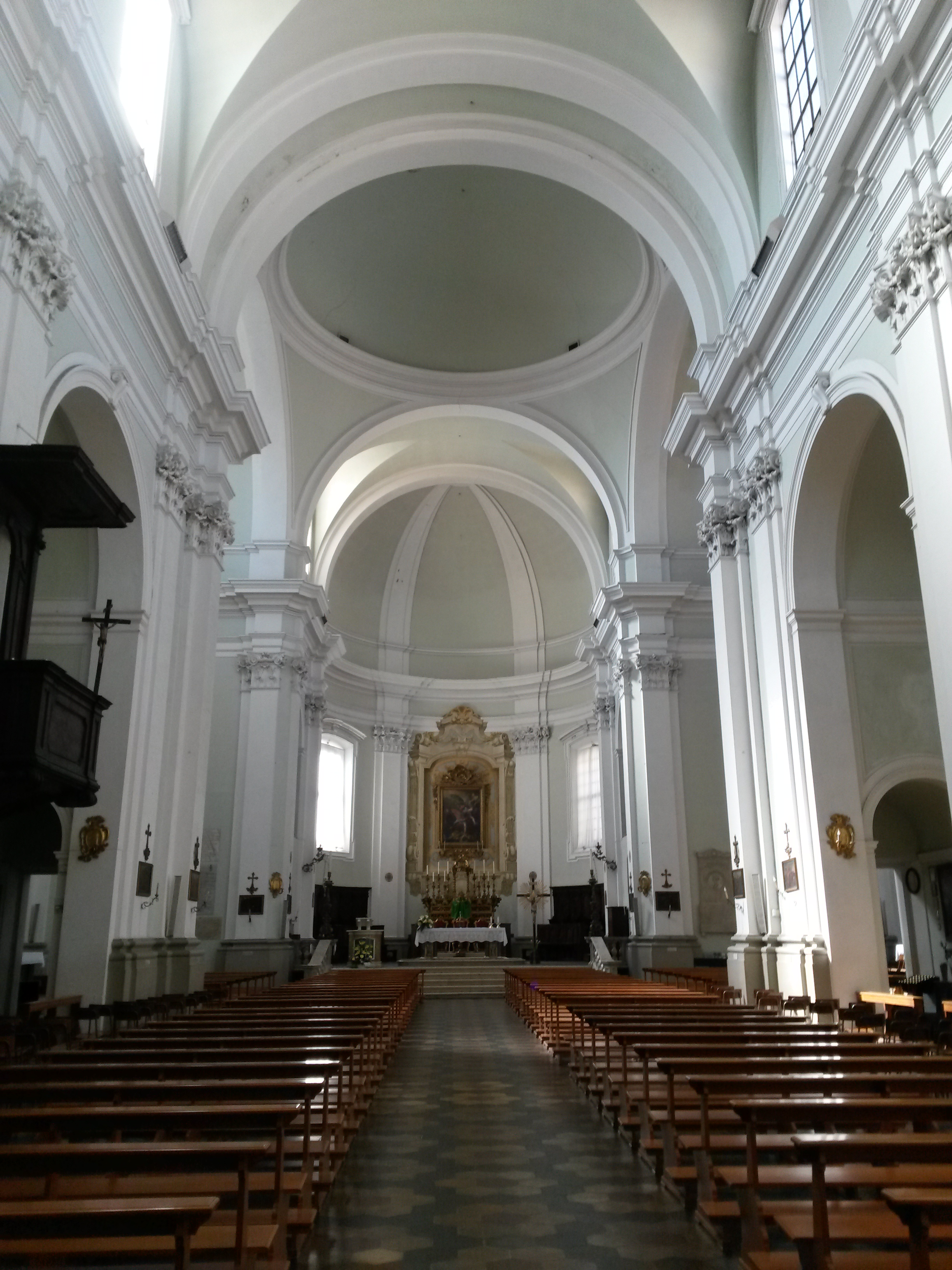
Interno

La chiesa fu costruita tra il 1744 e il 1758 su progetto di Giovan Francesco Buonamici, già architetto del duomo di Ravenna.
La nuova chiesa assorbì tutti i beni dell'antica pieve di San Michele Arcangelo, fino a quel momento l'edificio di culto più importante della città.
Tra le opere più rilevanti provenienti dalla vecchia pieve vi è il crocifisso di scuola riminese, attribuito da taluni a Pietro da Rimini e conservato nel braccio destro del transetto.

## Descrizione

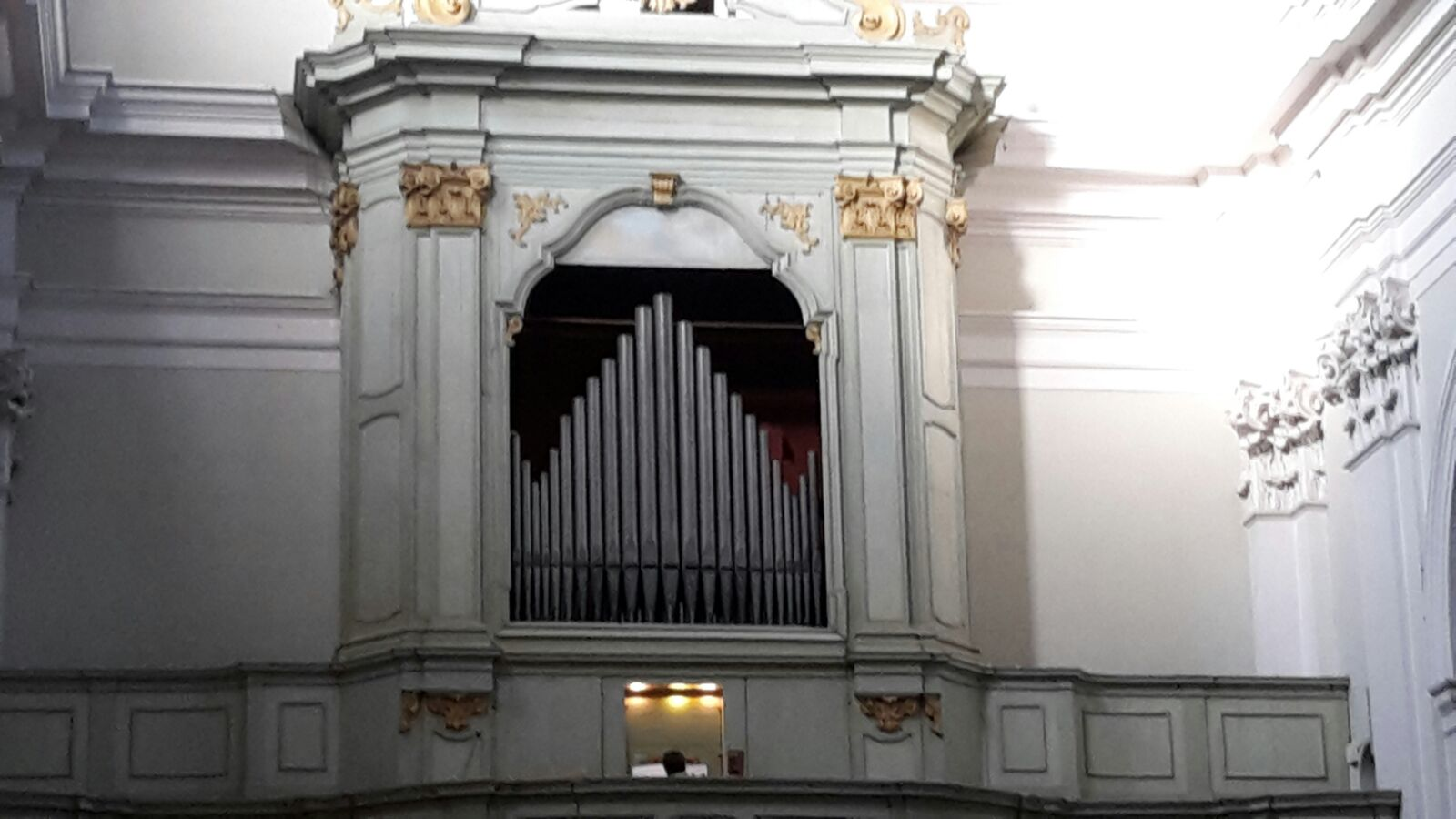
Organo a canne

L'interno richiama, per sobrietà, lo stile bolognese e quello romano.
Nel presbiterio vi sono: al centro San Michele arcangelo con i santi Francesco e Agata di Giovan Gioseffo Dal Sole, a destra Sant'Ignazio in estasi di Guido Cagnacci e a sinistra un polittico di Jacobello di Bonomo, proveniente dalla distrutta chiesa di San Francesco e databile al 1385 circa.
All'altare del Santissimo Sacramento vi è un Adorazione dei pastori di Giovanni Battista Barbiani, mentre all'altare della presentazione di Gesù vi è una Presentazione di Gesù al tempio, opera di Gaetano Mancini.
Sant'Antonio Abate e Isidrio Agricola, posto sull'altare dedicato ai due santi, è opera del Centino, al secolo Giovan Francesco Nagli.
Nel secondo altare di sinistra si trova la tela Gesù bambino, san Giuseppe e san Eligio, opera di Guido Cagnacci.
All'altare della Madonna Addolorata vi è una scultura in cartapesta, un Compianto di scuola romagnola risalente al primo quarto del XX secolo. La scultura proviene dal secondo altare della Cappella Zampeschi, ora sconsacrata. I tre altari della cappella furono distrutti dal crollo del tetto causato dai bombardamenti della seconda guerra mondiale.
L'organo, con cassa armonica in tardo rococò, è di Gaetano Callido.
All'interno vi è una cappella in cui è conservato il corpo del beato Simone Balacchi.